# Leopold Wölfling
Leopold Wölfling, fram till 1902 ärkehertig Leopold Ferdinand Salvator av Österrike, född 2 december 1868 i Salzburg, död 4 juli 1935 i Berlin, var en österrikisk ärkehertig. 

## Biografi
Leopold Wölfling var äldste son till storhertig Ferdinand IV av Toscana och barnbarns barnbarn till kejsar Leopold II av huset Habsburg-Lothringen. Han var bror till Luise av Österrike-Toscana.
Den 29 december 1902 avsade sig Leopold sin rang för att kunna gifta sig med Wilhelmine Adamovicz. Han antog då namnet Leopold Wölfling. 